# Induktív érvelés
Az indukció egy logikai következtetési eljárás. Olyan érvelések tartoznak ide, ahol a premisszák csupán valószínűsítik a konklúziót, de nem feltétlenül garantálja az igazságértékét. Ebben az esetben – a deduktív érveléssel ellenben – a premisszák és a konklúzió közötti logikai viszony nem olyan szoros. A premisszák és a konklúzió közötti kapcsolattal az informális logika foglalkozik.

## Alapjellemzők és korlátok
Az indukció során korlátozott számban megfigyelt tapasztalati tények alapján vonunk le egy általános érvényű következtetést. Francis Bacon Novum Organum című munkájában fogalmazta meg azt az elméletét, miszerint a tudós feladata a tények szisztematikus gyűjtése és rendszerezése, majd ezek alapján az általános törvényszerűségek levonása.
Az induktív következtetés 4 fő fázisa:
1. Jelenségekbe vágó példák gyűjtése.
2. Közös jellemzők szűrése, kivételek keresése.
3. Általánosítás.
4. Általánosított törvényszerűség tesztelése újabb példákon keresztül.

Az egyik kritika, amelyet az indukcióval szemben felhoznak, az az, hogy nem konkluzív, tehát soha nem vezethet bizonyossághoz. Bármennyi esetet is gyűjtsünk össze, amelyek egy adott következtetéshez vezetnek, a következőleg vizsgált tapasztalati tény ellentmondhat az előbbieknek. Több száz, több ezer fekete holló megfigyelése után sem mondhatjuk száz százalékos bizonyossággal, hogy a világon minden egyes holló fekete.
Bacon szerint a tudományokban fontos az előfeltevésektől mentes megfigyelés és az ez alapján történő általánosítás, azonban az elmélettel szembeni egyik legfőbb kritikai szerint ez lehetetlen, mivel minden megfigyelésünket meghatározza valamilyen előzetes tudás, elvárás. Ha semmilyen elképzelésünk nem lenne a megfigyelés előtt, akkor képtelenség lenne a rengeteg információt logikus módon rendszerezni.
Harmadik ellenvetés az indukcióval szemben, hogy nem fogjuk feltétlenül minden azonos megfigyelésből ugyanazt a következtetést levonni (pl. Tycho Brahe és Kepler a napfelkeltét szemlélve eltérő következtetésre juthatott arra vonatkozóan, hogy mit is látnak. Brahe szerint a Nap kering a Föld körül, míg Kepler szerint épp fordítva, pedig ugyanazt látták).

## Példa induktív érvelésre
P1: Vannak olyan szabad bölcsészek, akik A Gyűrűk Ura rajongók.
P2: Anna szabad bölcsész.
K: Anna Gyűrűk ura rajongó.
A két premissza sejteti, hogy vannak olyan szabad bölcsészek, akik rajonganak a Gyűrűk ura című filmért, valamint, hogy Anna is szabad bölcsész. A konklúzió itt azonban nem feltétlenül következik a premisszákból, hiszen ez csak egy feltételezett konklúzió – avagy Anna lehet Gyűrűk ura rajongó is, de nem biztos. Mindez azért így kerül levezetésre, mivel az érvekből csak következtetni lehet arról, hogy ki Gyűrűk ura rajongó és ki nem, és mivel Anna a szabad bölcsészek halmazába tartozik, így fennáll annak a lehetősége, hogy ő is Gyűrűk ura rajongó.
P1: A környezetvédők zöme elutasítja a marhahúsfogyasztást.
P2: Tibor nem környezetvédő.
K: Tibor nem utasítja el a marhahúsfogyasztást.
Ez a következtetés nem igaz, mert a marhahúsfogyasztás elutasításának más oka is lehet, amit mi nem ismerünk.

## Érvek mellette
Noha az induktív érvelés szilárdsága kevésbé megalapozott a deduktív érvekénél, nem mondhatjuk, hogy az ilyen gondolkodás teljesen logikátlan lenne. Bár nem bizonyosságon alapszik, de valószínűségi szabályok azért állnak mögötte.  Két alapvető szabály áll ilyen következtetések mögött.
Az egyik a gyakorisági szabály, ami azt mondja ki, hogy minél több tagja van egy adott csoportnak, annál nagyobb a valószínűsége, hogy az adott elem beleesik. Tehát a fenti példa esetén, ha lenne egy olyan kitétel is, hogy "a szabad bölcsészek 90%-a Gyűrűk Ura rajongó", akkor elég biztosan feltételezhetnénk, hogy Anna is szereti a Gyűrűk Urát, annak ellenére, hogy biztos tudásunk nincs róla.
A másik szabály a konjunkciós szabály, mely azt mondja ki, hogy egy kijelentés valószínűsége nem lehet kisebb, mint a kijelentés más kijelentéssel vett együttes valószínűsége. Tehát annak a valószínűsége, hogy "Anna szereti a Gyűrűk Urát", nem lehet kisebb annál, hogy például "Annát érdekli a fantasy műfaj és szereti a Gyűrűk Urát".
Persze az, hogy ezek a szabályok logikusak, nem jelenti azt, hogy a való életben is erre támaszkodnak az emberek. Főleg akkor játszanak szerepet, ha egyértelműek a szabályok, de a zűrzavaros hétköznapokban általában heurisztikák befolyásolják inkább az érvelést.

## Kapcsolódó szócikk
- Indukció (tudományfilozófia)
- Deduktív érvelés